# Coenobius distantis
Coenobius distantis es un coleóptero de la familia Chrysomelidae.
Fue descrita científicamente en 1992 por Tang.